# Campeonato de Vizcaya de Traineras
El Campeonato de Vizcaya de Traineras es una competición de traineras organizada por la Federación Vizcaína de Remo y que permite la clasificación para el Campeonato del País Vasco de Traineras.

## Resultados

### Palmarés
| Año       | Campeón      | Segundo     | Tercero     |
| --------- | ------------ | ----------- | ----------- |
| 1944      | Kaiku        |             |             |
| 1945-1965 | no celebrado |             |             |
| 1966      | Iberia       | Kaiku       |             |
| 1967-1968 | no celebrado |             |             |
| 1969      | Ciérvana     | Portugalete | Kaiku       |
| 1970      | Ciérvana     | Kaiku       | Algorta     |
| 1971      | Kaiku        | Ciérvana    | Algorta     |
| 1972      | Kaiku        | Portugalete | Luchana     |
| 1973      | Kaiku        | Portugalete | Iberia      |
| 1978      | Kaiku        | Santurce    | Algorta     |
| 1979      | Santurce     | Kaiku       | Algorta     |
| 1980      | Kaiku        | Santurce    | Algorta     |
| 1981      | Santurce     | Kaiku       | Algorta     |
| 1982      | Kaiku        | Algorta     | Santurce    |
| 1983      | Santurce     | Ciérvana    | Kaiku       |
| 1984      | Santurce     | Ciérvana    | Algorta     |
| 1985      | Santurce     | Kaiku       | Portugalete |
| 1986      | Kaiku        | Mundaka     | Ciérvana    |
| 1987      | Santurce     | Mundaka     | Ciérvana    |
| 1988      | Ciérvana     | Santurce    | Iberia      |
| 1989      | Santurce     | Ciérvana    | Bermeo      |
| 1990      | Ciérvana     | Santurce    | Luchana     |
| 1991      | Ciérvana     | Kaiku       | Algorta     |
| 1992      | Santurce     | Kaiku       | Ciérvana    |
| 1993      | Kaiku        | Ciérvana    | Santurce    |
| 1994      | Ondárroa     | Kaiku       | Ciérvana    |
| 1995      | Santurce     | Ondárroa    | Raspas      |
| 1996      | Ondárroa     | Santurce    | Raspas      |
| 1997      | Ondárroa     | Raspas      | Arkote      |
| 1998      | Elanchove    | Santurce    | Portugalete |
| 1999      | Urdaibai     | Isuntza     | Santurce    |
| 2000      | Isuntza      | Arkote      | Urdaibai    |
| 2001      | Urdaibai     | Bateratze   | Isuntza     |
| 2002      | Urdaibai     | Isuntza     | Santurce    |
| 2003      | Urdaibai     | Isuntza     | Luchana     |
| 2004      | Urdaibai     | Arkote      | Santurce    |
| 2005      | Arkote       | Santurce    | Urdaibai    |
| 2006      | Arkote       | Isuntza     | Urdaibai    |
| 2007      | Urdaibai     | Kaiku       | Isuntza     |
| 2008      | Urdaibai     | Kaiku       | Isuntza     |
| 2009      | Kaiku        | Urdaibai    | Santurce    |
| 2010      | Kaiku        | Urdaibai    | Ciérvana    |
| 2011      | Kaiku        | Urdaibai    | Ciérvana    |
| 2012      | Kaiku        | Urdaibai    | Portugalete |
| 2013      | Kaiku        | Portugalete | Urdaibai    |
| 2014      | Urdaibai     | Kaiku       | Ciérvana    |
| 2015      | Urdaibai     | Kaiku       | Ciérvana    |
| 2016      | Urdaibai     | Kaiku       | Ciérvana    |
| 2017      | Kaiku        | Urdaibai    | Ciérvana    |
| 2018      | Urdaibai     | Ciérvana    | Isuntza     |
| 2019      | Urdaibai     | Santurce    | Ciérvana    |
| 2020      | Santurce     | Ciérvana    | Urdaibai    |
| 2021      | Santurce     | Ciérvana    | Ondárroa    |
| 2022      | Urdaibai     | Ciérvana    | Ondarroa    |
| 2023      | Urdaibai     | Ciérvana    | Isuntza     |

### Resumen
| Equipo    | Victorias | Años                                                                                      |
| --------- | --------- | ----------------------------------------------------------------------------------------- |
| Kaiku     | 15        | 1944, 1971, 1972, 1973, 1978, 1980, 1982, 1986, 1993, 2009, 2010, 2011, 2012, 2013 y 2017 |
| Urdaibai  | 14        | 1999, 2001, 2002, 2003, 2004, 2007, 2008, 2014, 2015, 2016, 2018, 2019, 2022 y 2023       |
| Santurce  | 11        | 1979, 1981, 1983, 1984, 1985, 1987, 1989, 1992, 1995, 2020 y 2021                         |
| Ciérvana  | 5         | 1969, 1970, 1988, 1990 y 1991                                                             |
| Ondárroa  | 3         | 1994, 1996 y 1997                                                                         |
| Arkote    | 2         | 2005 y 2006                                                                               |
| Iberia    | 1         | 1966                                                                                      |
| Elanchove | 1         | 1998                                                                                      |
| Isuntza   | 1         | 2000                                                                                      |

## Campeonato femenino
| Año  | Campeón  | Segundo     | Tercero     |
| ---- | -------- | ----------- | ----------- |
| 2017 | Deusto   | Portugalete | Lea-Artibai |
| 2018 | Kaiku    | Deusto      | Lea-Artibai |
| 2019 | Kaiku    | Deusto      | Ondárroa    |
| 2020 | Ondárroa | Lutxana     | Deusto      |
| 2021 | Deusto   | Ondárroa    | Isuntza     |

- Datos: Q12255336